# Королівський астроном
Королі́вський астро́ном (англ. Royal Astronomer) — почесна посада при королівському дворі Великої Британії, що в теперішні часи має чисто символічний характер. Посада запроваджена королем Карлом II 22 червня 1675 для керування Гринвіцькою астрономічною обсерваторією.
Король Карл II висловив наступне побажання Джонові Флемстиду першому Королівському астрономові при його призначенні: «… щоб негайно приступив до якнайретельнішого і старанного коригування таблиць небесних рухів, а також розташування нерухомих зірок, для уможливлення дуже необхідного визначення географічної довготи для удосконалення мистецтва навігації». Ці питання були важливі в основному через розвиток судноплавства, що слугувало реалізації колоніальної політики.
Наступні Королівські астрономи виконували обов'язки директора Обсерваторії до 1972 року з платнею у 100 фунтів стерлінгів на рік і перебуває під безпосереднім керівництвом Лорда-Камергера. В даний час функція Королівського астронома є функцією почесною, хоча він і служить радником короля Великої Британії з питань астрономічних досліджень. Титул Королівського астронома вважається престижним.

## Список Королівських астрономів
- 1675–1719 Джон Флемстид
- 1720–1742 Едмунд Галлей
- 1742–1762 Джеймс Бредлі
- 1762–1764 Натанієль Блісс
- 1765–1811 Невіль Маскелін
- 1811–1835 Джон Понд
- 1835–1881 Джордж Бідделл Ері
- 1881–1910 Вільям Крісті
- 1910–1933 Френк Вотсон Дайсон
- 1933–1955 Гарольд Спенсер Джонс
- 1956–1971 Річард Вуллі
- 1972–1982 Мартін Райл
- 1982–1990 Френсіс Ґрем-Сміт
- 1991–1995 Арнольд Волфендейл
- з 1995 — Мартін Ріс